# Esenler (Pendik)
Pour les articles homonymes, voir Esenler.
Esenler est un quartier du district de Pendik de la métropole d'Istanbul.